# Agalychnis lemur
Agalychnis lemur е вид жаба от семейство Дървесници (Hylidae). Видът е критично застрашен от изчезване.

## Разпространение
Разпространен е в Колумбия, Коста Рика и Панама.